# Ann C. Crispin
Pour les articles homonymes, voir Crispin.
Œuvres principales
- La Trilogie Yan Solo

Ann Carol Crispin, née le 5 avril 1950 à Stamford dans le Connecticut et morte le 6 septembre 2013 à Waldorf dans le Maryland, est une romancière américaine spécialisée en science-fiction.

## Biographie
Ann C. Crispin est mariée avec Michael Capobianco, également auteur de science-fiction.

## Œuvres

### UniversStar Wars

#### SérieLa Trilogie Yan Solo
1. Le Coup du paradis, Fleuve noir, coll. « Star Wars » no 31, 2000 ((en) The Paradise Snare, 1997)  (ISBN 2-265-06971-X)Réédition dans le recueil La Trilogie Yan Solo - Intégrale, Pocket, coll. « Star Wars » no 153, 2016 (ISBN 978-2-266-27305-3)
2. Le Gambit du Hutt, Fleuve noir, coll. « Star Wars » no 32, 2000 ((en) The Hutt Gambit)  (ISBN 2-265-06972-8)Réédition dans le recueil La Trilogie Yan Solo - Intégrale, Pocket, coll. « Star Wars » no 153, 2016 (ISBN 978-2-266-27305-3)
3. L'Aube de la rébellion, Fleuve noir, coll. « Star Wars » no 34, 2000 ((en) Rebel Dawn, 1997)  (ISBN 2-265-06973-6)Réédition dans le recueil La Trilogie Yan Solo - Intégrale, Pocket, coll. « Star Wars » no 153, 2016 (ISBN 978-2-266-27305-3)

### SérieStarbridge
1. (en) Starbridge, 1989
2. (en) Silent Dances, 1990Écrit avec Kathleen O'Malley.
3. (en) Shadow World, 1991Écrit avec Jannean Elliott.
4. (en) Serpent's Gift, 1992Écrit avec Deborah A. Marshall.
5. (en) Silent Songs, 1994Écrit avec Kathleen O'Malley.
6. (en) Ancestor's World, 1996Écrit avec T. Jackson King.
7. (en) Voices of Chaos, 1998Écrit avec Ru Emerson.

### UniversStar Trek

#### Série originale
- Sarek, Fleuve noir, 1999 ((en) Sarek, 1994)

##### SérieLe Fils du passé
1. Le Fils du passé, Fleuve noir, 1990 ((en) Yesterday's Son, 1983)
2. Retour à Sarpeidon, Fleuve noir, 1995 ((en) Time for Yesterday, 1988)

#### Star Trek: La Nouvelle Génération
- (en) The Eyes of the Beholders, 1990

### SérieWitch World
- (en) Gryphon's Eyrie, 1984Écrit avec Andre Norton.
- (en) Songsmith, 1992Écrit avec Andre Norton.

### UniversPirates des Caraïbes
- (en) The Price of Freedom, 2011

### SérieV
1. Les Visiteurs, Presses de la Cité, 1985 ((en) V, 1984)
2. (en) East Coast Crisis, 1984Écrit avec Howard Weinstein.
3. (en) Death Tide, 1984Écrit avec Deborah A. Marshall.

### SérieThe Exiles of Boq’urain
- (en) Storms Of Destiny, 2005

### UniversAlien
- Alien, la résurrection, J'ai lu, 1997 ((en) Alien: Resurrection, 1997)Écrit avec Kathleen O'Malley.

### Romans indépendants
- (en) Sylvester, 1985